# Monte Alegre (Rio Grande do Norte)

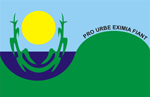
drapeau de Monte Alegre

Monte Alegre est une municipalité brésilienne située dans l'État du Rio Grande do Norte.